# Le Syndicat du crime 3
Série
Le Syndicat du crime 2
(1987)
Pour plus de détails, voir Fiche technique et Distribution.
Le Syndicat du crime 3 (英雄本色3-夕陽之歌, Ying hong boon sik III - Zik yeung ji gor) est un film d'action hongkongois co-produit et réalisé par Tsui Hark et sorti en 1989 à Hong Kong. C'est la préquelle des films Le Syndicat du crime et Le Syndicat du crime 2 de John Woo.
Le film est réalisé par Tsui Hark, le producteur des deux premiers films de la série. John Woo avait écrit un scénario pour un troisième volet mais n'a jamais pu le réaliser en raison de différends artistiques avec Tsui lors du tournage du deuxième film. Ce scénario original fut plus tard adapté avec Une Balle dans la tête. Les deux films ont de nombreux parallèles, notamment leur contexte de la guerre du Viêt Nam.
Il met en vedette Chow Yun-fat, qui reprend son personnage de Mark Gor du premier film, Tony Leung Ka-fai et Anita Mui. Se déroulant durant la guerre du Viêt Nam, il montre comment Mark est devenu le personnage qu'il était dans le premier film.

## Synopsis
Venu chercher son oncle et son cousin Mun, le jeune hongkongais Mark Cheung subit à l'aéroport de Saïgon les fouilles de sadiques douaniers qui lui volent tout son argent. Une chose est claire : le Viêt Nam est en guerre, et le meilleur moyen de s'en sortir est de se livrer à l'illicite pour pouvoir fuir la crise. Et c'est avec Chow Kit, une trafiquante, qu'ils vont ainsi faire face au désordre militaire. Mais la première affaire ne se déroulant pas comme prévu, Mark, Kit et Mun doivent prendre les armes. À partir de ce jour-là, des liens très forts vont unir ces trois personnages. Des liens trop forts même...

## Fiche technique
- Titre original : 英雄本色3-夕陽之歌
- Titre français : Le Syndicat du crime 3
- Réalisation : Tsui Hark
- Scénario : Leung Yiu-ming, Foo Ho Tai et Tsui Hark
- Production : Tsui Hark, John Woo et Rudolf Chiu
- Musique : Lowell Lo
- Photographie : Horace Wong
- Montage : Marco Mak, Tsui Hark et David Wu
- Pays de production :  Hong Kong
- Format : Couleurs - 1,85:1 - Dolby - 35 mm
- Genre : Drame, action et film de gangsters
- Durée : 105 minutes
- Dates de sortie : 
  - Hong Kong : 20 octobre 1989
  - France : 26 juillet 1999

## Distribution
- Chow Yun-fat (VF : Michel Vigné) : Mark Gor
- Anita Mui (VF : Déborah Perret) : Chow Ying Kit
- Tony Leung Ka-fai (VF : Daniel Lafourcade) : Cheung Chi Mun
- Cheng Wai-lun : Pat
- Saburô Tokitô (VF : Serge Faliu) : Ho Cheung Ching / Tanaka
- Kien Shih : Le père de Cheung Chi Mun

## Autour du film
- Il était prévu que John Woo et Tsui Hark travaillent ensemble sur ce projet. Cependant ils se brouillent et travaillent ensuite chacun de leur côté sur le projet. Voila pourquoi Une balle dans la tête (John Woo, 1990) ressemble énormément à ce film.

## Récompenses
- Nomination au prix de la meilleure direction artistique (Chi Fung Lok) et meilleure musique, lors des Hong Kong Film Awards 1990.